# (42492) Brüggenthies
(42492) Bruggenthies, désignation internationale (42492) Brüggenthies, est un astéroïde de la ceinture principale.

## Description
(42492) Bruggenthies est un astéroïde de la ceinture principale. Il fut découvert le 3 octobre 1991 à Tautenburg par Lutz Dieter Schmadel et Freimut Börngen. Il présente une orbite caractérisée par un demi-grand axe de 2,25 UA, une excentricité de 0,21 et une inclinaison de 4,3° par rapport à l'écliptique.

## Compléments